# Bank of the West Classic 2017
Bank of the West Classic 2017 byl profesionální tenisový turnaj pořádaný jako součást ženského okruhu WTA Tour, který se hrál na otevřených dvorcích s tvrdým povrchem v univerzitním areálu Taube Tennis Center. Probíhal mezi 31. červencem až 6. srpnem 2017 v americkém Stanfordu jako čtyřicátý šestý ročník turnaje.
Turnaj představoval otevírací událost ženské části US Open Series 2017. Jeho rozpočet činil 776 000 dolarů a patřil do kategorie WTA Premier Tournaments. Nejvýše nasazenou hráčkou ve dvouhře se stala světová čtyřka Garbiñe Muguruzaová ze Španělska. Jako poslední přímá účastnice do dvouhry nastoupila americká 124. hráčka žebříčku Nicole Gibbsová.
Poprvé od roku 2004 se do čtvrtfinále turnaje WTA dostalo všech osm nasazených tenistek.
Třetí singlovou trofej na okruhu WTA Tour vybojovala Američanka Madison Keysová, která před turnajem v sezóně vyhrála  jen pět utkání. Devátým ryze americkým vítězným párem čtyřhry na turnaji se stala dvojice Abigail Spearsová a Coco Vandewegheová.

## Distribuce bodů a finančních odměn

### Distribuce bodů
| Soutěž  | vítězky | finalistky | semifinalistky | čtvrtfinalistky | 16 v kole | 32 v kole | 64 v kole | Q  | Q2 | Q1 |
| ------- | ------- | ---------- | -------------- | --------------- | --------- | --------- | --------- | -- | -- | -- |
| dvouhra | 470     | 305        | 185            | 100             | 55        | 30        | 1         | 25 | 13 | 1  |
| čtyřhra | 470     | 305        | 185            | 100             | 1         | —         | —         | —  | —  | —  |

### Finanční odměny
| Soutěž                              | vítězky  | finalistky | semifinalistky | čtvrtfinalistky | 16 v kole | 32 v kole | Q2     | Q1     |
| ----------------------------------- | -------- | ---------- | -------------- | --------------- | --------- | --------- | ------ | ------ |
| dvouhra                             | $132 380 | $70 550    | $38 575        | $22 045         | $11 025   | $7 225    | $3 335 | $1 870 |
| čtyřhra                             | $41 650  | $22 050    | $12 130        | $6 170          | $3 350    | —         | —      | —      |
| částka ve čtyřhře je uvedena na pár |          |            |                |                 |           |           |        |        |

## Ženská dvouhra

### Nasazení
| Španělsko                                                                     | Garbiñe Muguruzaová        | 4.  | 1. |
| Česko                                                                         | Petra Kvitová              | 14. | 2. |
| USA                                                                           | Madison Keysová            | 16. | 3. |
| Rusko                                                                         | Anastasija Pavljučenkovová | 18. | 4. |
| Chorvatsko                                                                    | Ana Konjuhová              | 21. | 5. |
| USA                                                                           | Coco Vandewegheová         | 23. | 6. |
| Ukrajina                                                                      | Lesja Curenková            | 31. | 7. |
| USA                                                                           | Catherine Bellisová        | 43. | 8. |
| Žebříček WTA k 24. červenci 2017; číslo je součtem umístění obou členek páru. |                            |     |    |

### Jiné formy účasti
Následující hráčky obdržely divokou kartu do hlavní soutěže:
- Viktoria Azarenková (odstoupila z důvodu virového onemocnění)
- Petra Kvitová
- Claire Liuová
- Maria Šarapovová

Následující hráčky postoupily z kvalifikace:
- Verónica Cepedeová Roygová
- Caroline Dolehideová
- Marina Erakovicová
- Danielle Laová

### Odstoupení
Před zahájením turnaje
- Victoria Azarenková →nahradila ji  Nicole Gibbsová
- Tímea Babosová →nahradila ji  Jennifer Bradyová
- Varvara Lepčenková →nahradila ji  Kateryna Bondarenková
- Kristýna Plíšková →nahradila ji  Ajla Tomljanovićová
- Kateřina Siniaková →nahradila ji  Kayla Dayová
- Wang Čchiang →nahradila jiy  Kristie Ahnová

## Ženská čtyřhra

### Nasazení
| Stát                                                                          | Hráčka             | Stát             | Hráčka             | WTA  | Nasazení |
| ----------------------------------------------------------------------------- | ------------------ | ---------------- | ------------------ | ---- | -------- |
| USA                                                                           | Raquel Atawová     | Čínská Tchaj-pej | Čan Chao-čching    | 39.  | 1.       |
| Kanada                                                                        | Gabriela Dabrowská | Čína             | Sü I-fan           | 45.  | 2.       |
| USA                                                                           | Abigail Spearsová  | USA              | Coco Vandewegheová | 62.  | 3.       |
| Čínská Tchaj-pej                                                              | Čuang Ťia-žung     | Japonsko         | Miju Katová        | 100. | 4.       |
| Žebříček WTA k 24. červenci 2017; číslo je součtem umístění obou členek páru. |                    |                  |                    |      |          |

### Jiné formy účasti
Následující pár obdržel divokou kartu do čtyřhry:
- Melissa Lordová /  Carol Zhaová

### Odstoupení
- Marina Erakovicová /  Ajla Tomljanovićová

## Přehled finále

### Ženská dvouhra
- Madison Keysová vs.  Coco Vandewegheová, 7–6(7–4), 6–4

### Ženská čtyřhra
- Abigail Spearsová /  Coco Vandewegheová vs.  Alizé Cornetová /  Alicja Rosolská, 6–2, 6–3